# Asparagus densiflorus
Asparagus densiflorus és membre de la família de les Asparagaceae. L'espècie sud-africana està relacionada amb l'espècie europea d'espàrrecs i tenen una estructura botànicament molt interessant.
 Arxivat 2015-03-19 a Wayback Machine.

## Descripció
A. densiflorus és un arbust erecte, dens i espinós amb moltes branques, amb tiges llenyoses en creixement i a vegades fins a una altura d'1 metre.

### Fulles
Les petites fulles en forma d'agulla es produeixen en verticils al llarg de les tiges. Les fulles no són fulles veritables en absolut, són en realitat cladodis (tiges comprimides i verdes, de vegades amb aspecte de fulla) i es creu que són branques modificades, mentre que les espines es formen a partir branques modificades o modificats a partir de fulles.

### Flors
Les flors són petites, de color blanc cremós i aromàtic, apareixent des de la tardor fins a la primavera.

## Taxonomia
El nom del gènere d'espàrrecs es creu que es deriva de la Asparagos grega per als espàrrecs cultivats i està derivat possiblement de - sparassa - esquinçar, en referència a les afilades espines de moltes espècies. El nom de l'espècie de densiflorus es refereix a la forma en què les petites flors estan densament empaquetats al llarg de la tija de la planta.
Diverses espècies d'espàrrecs es coneixen com a katdoring (espina de gat) en Afrikaans, referint-se al resultat dolorós del contacte amb les seves espines.

### Sinonímia
- Asparagopsis densiflora Kunth.
- Asparagus myriocladus Baker
- Asparagus sarmentosus var. comatus Baker.
- Asparagus sarmentosus var. densiflorus (Kunth) Baker.
- Protasparagus densiflorus (Kunth) Oberm.[1][2]

## Distribució i hàbitat
Aquesta esparreguera creix de Namíbia, a la Península del Cap i el Cap Oriental en condicions interiors i costaners diferents.
Aquesta planta es diu que és una de les primeres verdures de la zona de Jan van Riebeeck al jardí del Cap East India Company (Shearing). Algunes persones encara cullen els brots joves d'aquesta planta i altres espècies indígenes d'Espàrrecs com aliments similars a les espècies comestibles comunes, Asparagus officinalis (Van Wyk i Gericke). 

## Història
El primer registre d'un espàrrec de Sud-àfrica és una il·lustració de 1686, mentre que les plantes del grup 'Sprengeri' es van introduir en el cultiu ja en 1888. Ara es conrea a tot el món i han demostrat ser resistents a la sequera i fins i tot prou tolerants a les sals. Es poden utilitzar com a plantes de jardí o per tallar el fullatge. Hi ha al voltant de 69 espècies en el sud d'Àfrica, possiblement de 30 a 40 a l'Àfrica tropical i també alguns a Àsia. Està molt estesa i és molt comuna, però no es recullen sovint a causa del curt període de floració i la presència de les espines.